# Tsubasa Kubo
Tsubasa Kubo (født 10. november 1993) er en japansk fodboldspiller.